# Where The Red Fern Grows
Where the Red Fern Grows è un film del 2003 diretto da Lyman Dayton e Sam Pillsbury.
Il film è un remake di Dove cresce la felce rossa (1974).